# Emeschbach-Asselborn
Emeschbach-Asselborn (lb. Éimeschbaach-Aasselbuer) – mała miejscowość (lieu-dit) w północnym Luksemburgu, w kantonie Clervaux, w gminie Wincrange. Do 3 października 2015 miejscowość leżała w dystrykcie Diekirch, a do 31 grudnia 1976 należała do gminy Asselborn.